# Ercole Rocchetti
Ercole Rocchetti (Chieti, 31 ottobre 1905 – Roma, 27 aprile 1989) è stato un giurista e politico italiano della Democrazia Cristiana.
Fu deputato nelle prime tre legislature repubblicane (1948-63).
Fu sottosegretario di Stato al Ministero di Grazia e Giustizia nei governi governo Pella, Fanfani I e Scelba (1953-55), vicepresidente del Consiglio superiore della magistratura durante la seconda consiliatura (1963-67), infine giudice costituzionale eletto dal Parlamento in seduta comune (1968-77).